# مارتي كارتر
مارتي كارتر (بالإنجليزية: Marty Carter)‏ هو لاعب كرة قدم أمريكية أمريكي، ولد في 17 ديسمبر 1969 في لاغرانغ في الولايات المتحدة.

## وصلات خارجية
- مارتي كارتر على موقع مرجع كرة القدم المحترفة.كوم (الإنجليزية)